# Hemiptere
Hemipterele (Hemiptera) sau rincotele (Rhynchota) este un ordin de insecte care cuprinde aproximativ 80.000 de specii de ploșnițe, afide și altele. Aceste artropode au mărime cuprinsă între 1 milimetru și 15 cm, aparatul bucal adaptat suptului. 

## Descriere
Trăsătură definitorie a hemipterelor este forma aparatului bucal, la care mandibulele și maxilele formează o trompă, învelită într-un labium modificate pentru a forma un cioc capabil să penetreze țesuturile protectoare ale plantelor și să se hrănească cu sucurile interne.

Aripile sunt fie în întregime membranoasă, cum ar fi la Sternorrhyncha și Auchenorrhyncha sau chitinizate, la heteroptere. 

## Semnificația economică
Multe specii de hemiptere sunt considerate de către om dăunătoare ai culturilor agricole, ai omului. 

## Legături externe
Materiale media legate de Hemiptera la Wikimedia Commons
- Hemiptera Databases in MNHN-Paris, hemiptera-databases.org